# Condado de Bamberg
O Condado de Bamberg é um dos 46 condados do Estado americano da Carolina do Sul. A sede do condado é Bamberg, e sua maior cidade é Bamberg. O condado possui uma área de 1 024 km² (dos quais 6 km² estão cobertos por água), uma população de 16 658 habitantes, e uma densidade populacional de 16 hab/km² (segundo o censo nacional de 2000). O condado foi fundado em 1897.